# CFAO
CFAO (anteriormente Compagnie française de d'Afrique occidental) é uma empresa multinacional especializada nos setores de distribuição automotiva, produtos e serviços farmacêuticos, administração de shopping centers e supermercados, fabricação de bens de consumo e também no setor de novas tecnologias e energia. A sua sede está localizada em Sèvres, França.